# Dolina Skrwy Lewej
Dolina Skrwy Lewej (PLH140051) – specjalny obszar ochrony siedlisk sieci Natura 2000 obejmujący dolny odcinek Skrwy Lewej oraz jej dolinę i fragment poza doliną w Kotlinie Płockiej o długości ok. 7 km oraz powierzchni 129,02 ha. Niemal w całości położony jest w Gostynińsko-Włocławskim Parku Krajobrazowym.
Siedliska przyrodnicze oraz gatunki będące przedmiotem ochrony to:
- Starorzecza i naturalne eutroficzne zbiorniki wodne ze zbiorowiskami z Nympheion, Potamion
- Zmiennowilgotne łąki trzęślicowe
- Ziołorośla górskie i ziołorośla nadrzeczne
- Grąd środkowoeuropejski i subkontynentalny
- Łęgi wierzbowe, topolowe, olszowe i jesionowe
- Bóbr europejski
- Wydra europejska
- Obuwik pospolity